# Charitovalgus formosanus
Charitovalgus formosanus är en skalbaggsart som beskrevs av K. Sawada 1939. Charitovalgus formosanus ingår i släktet Charitovalgus och familjen Cetoniidae. Inga underarter finns listade i Catalogue of Life.